# SV La Fama
SV La Fama (vollständiger Name: Sport Vereniging La Fama) ist ein Fußballverein aus Savaneta auf der Insel Aruba. Der Verein konnte in der Saison 2012/13 seine erste und bislang einzige Meisterschaft erringen und spielt in der Saison 2017/18 in der Division di Honor, der höchsten Spielklasse des Fußballverbands von Aruba.

## Erfolge
- Division di Honor[1]

Meister: 2012/13